# Alfred Margerin
Pour les articles homonymes, voir Margerin.
Alfred Margerin est un prêtre catholique français de fin XIXe-début XXe siècles, devenu célèbre pour s'être interposé en portant secours aux blessés lors de la fusillade de Fourmies.

## Biographie
Alfred Margerin est issu de la famille des Margerin d'Iwuy[réf. nécessaire].
En 1889, à 39 ans, il devint curé de Fourmies (Nord) et bientôt secrétaire du syndicat mixte regroupant patronat et ouvriers. 

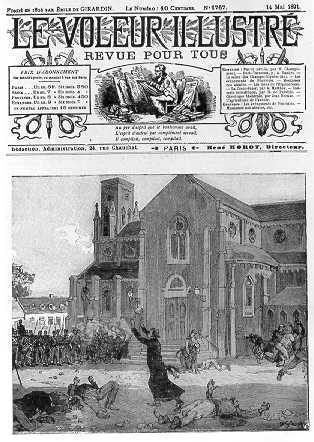
Couverture du Voleur illustré représentant l'abbé Margerin arrivant après la fusillade.

Lors de la fusillade de Fourmies le 1er mai 1891, qui eut lieu devant l'église, il se précipita pour porter secours aux blessés et mourants. La presse le présenta par la suite comme s'étant interposé entre la troupe et les manifestants, ce qu'il n'avait jamais prétendu. 
Le leader socialiste Paul Lafargue lui même écrivit : 
« Alors, les soldats, sans avoir été provoqués par la foule, sans avoir fait les trois sommations réglementaires, tirèrent. La boucherie aurait duré encore longtemps si le curé catholique Margerin, n'était pas sorti de la maison et n'avait pas crié : “Assez de victimes”. Neuf enfants étaient couchés sur la place, un homme de 30 ans, 2 jeunes gens de 20 ans, 2 enfants de 11 et 12 ans et quatre jeunes filles de 17 à 20 ans. ».
Il fut nommé chanoine de Cambrai puis en 1908 recteur de l'Université catholique de Lille.
Il sera vicaire général de Lille (1916-1926 au moins).

## Sources